# Oekraïne op het Eurovisiesongfestival 2024

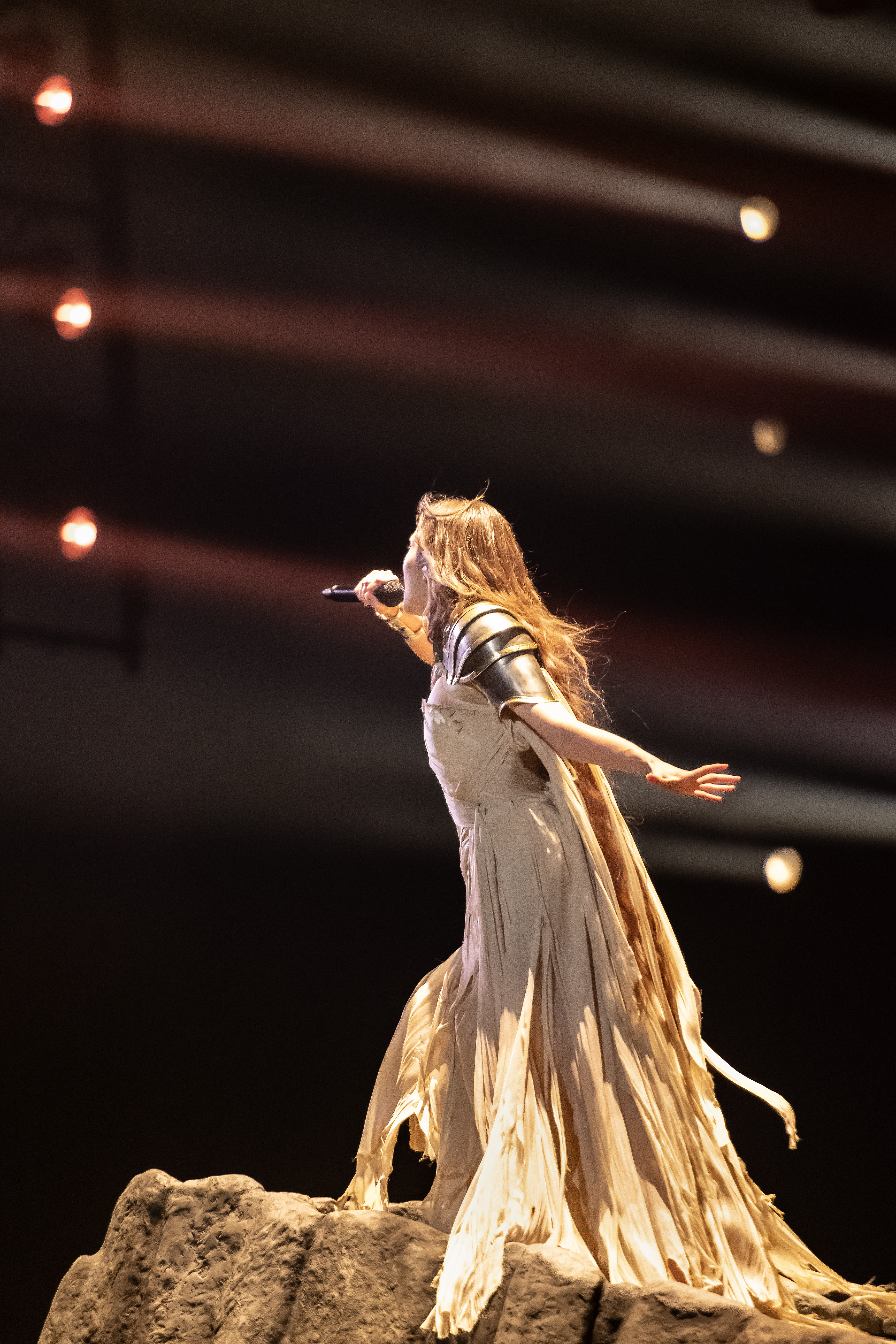
Jerry Heil tijdens de repetities in Malmö.

Oekraïne nam deel aan het Eurovisiesongfestival 2024 in Malmö, Zweden. UA:PBC was verantwoordelijk voor de Oekraïense bijdrage voor de editie van 2023. 

## Selectieprocedure
De omroep UA:PBC koos voor de achtste keer voor de nationale selectie Vidbir. Op 3 februari 2024 vond de finale plaats in het National Museum of the History of Ukraine in the Second World War. Net zoals vorig jaar mocht het publiek de jury samenstellen die de kandidaten mee helpt verkiezen. Ze kozen dit keer voor oud-kandidaten Vjerka Serdjoetsjka en Jamala, en voor de muziekproducer Serhiy Tanchynets. De jury deelde de helft van de punten uit. 
Aan het einde van de finale kwamen Alyona Alyona en Jerry Heil uit als winnaars. Er werden meer dan 1.100.000 stemmen gegeven van het publiek, waarvan 723.297 aan de uiteindelijke winnaars. 
| Nr. | Artiest                     | Lied                  | Jury | Publieksjury | Publieksjury | Totaal | Plaats |
| Nr. | Artiest                     | Lied                  | Jury | Stemmen      | Punten       | Totaal | Plaats |
| --- | --------------------------- | --------------------- | ---- | ------------ | ------------ | ------ | ------ |
| 1   | Yaktak                      | "Lalala"              | 6    | 107.227      | 10           | 16     | 4      |
| 2   | Ingret                      | "Keeper"              | 8    | 15.238       | 2            | 10     | 6      |
| 3   | Nazva                       | "Slavic English"      | 2    | 14.852       | 1            | 3      | 11     |
| 4   | Anka                        | "Palala" (Палала)     | 5    | 19.183       | 4            | 9      | 8      |
| 5   | Drevo                       | "Endless Chain"       | 4    | 16.235       | 3            | 7      | 9      |
| 6   | Alyona Alyona en Jerry Heil | "Teresa & Maria"      | 10   | 723.297      | 11           | 21     | 1      |
| 7   | Mélovin                     | "Dreamer"             | 9    | 82.838       | 9            | 18     | 3      |
| 8   | Skylerr                     | "Time Is Running Out" | 3    | 38.177       | 6            | 9      | 7      |
| 9   | Ziferblat                   | "Place I Call Home"   | 11   | 64.276       | 8            | 19     | 2      |
| 10  | Yagody                      | "Tsunamia"            | 7    | 62.269       | 7            | 14     | 5      |
| 11  | Nahaba                      | "Glasss"              | 1    | 23.593       | 5            | 6      | 10     |

## In Malmö
Oekraïne nam deel aan de eerste halve finale, die plaatsvindt op 7 mei 2024. Het duo stootte door naar de grote finale, waar het de 2de startpositie kreeg. Nog nooit won een land met deze startpositie. 
Het duo behaalde uiteindelijk de bronzen positie met 453 punten. Oekraïne was duidelijk populair bij het publiek waar het 307 punten behaalde, en 7 keer het maximum van 12 punten kreeg. 
2003 · 2004 · 2005 · 2006 · 2007 · 2008 · 2009 · 2010 · 2011 · 2012 · 2013 · 2014 · 2015 · 2016 · 2017 · 2018 · 2019-2020 · 2021 · 2022 · 2023 · 2024 · 2025
Albanië · Armenië · Australië · Azerbeidzjan · België · Cyprus · Denemarken · Duitsland · Estland · Finland · Frankrijk · Georgië · Griekenland · Ierland · IJsland · Israël · Italië · Kroatië · Letland · Litouwen · Luxemburg · Malta · Moldavië · Nederland · Noorwegen · Oekraïne · Oostenrijk · Polen · Portugal · San Marino · Servië · Slovenië · Spanje · Tsjechië · Verenigd Koninkrijk · Zweden · Zwitserland